# 費迪南·馮·席拉赫
費迪南·馮·席拉赫（Ferdinand von Schirach，1964年—），德國律師和作家，出生于慕尼黑。
他是慕尼黑商人羅伯特·馮·席臘赫（1938年至1980年）和他妻子埃爾克的兒子。他也是希特勒青年團領袖巴爾杜爾·馮·席拉赫的孫子。
費迪南·馮·席拉赫在2009年出版處女作《罪行》。費迪南·馮·席拉赫於2010年獲《慕尼黑晚報》選為年度文學之星、克萊斯特文學獎。

## 小說
- 《罪行》2009年
- 《罪咎》[2][3]2010年
- 《誰無罪》2011年
- 《犯了戒》(Tabu) 2013年
- 《可侵犯的尊嚴》2014年
- 《恐怖行動一齣劇本》2015年
- 《懲罰》2018年
- 《一個明亮的人，如何能理解黑暗？》2019年

## 外部連結
- 費迪南·馮·席拉赫（德国国家图书馆目录相关文献）
- 官方网站